# Irving Bieber
Irving Bieber (New York City, 1909 – Manhattan, 1991) è stato uno psicoanalista statunitense, noto per il suo studio del 1962 dal titolo Homosessuality: A Psychoanalytic Study of Male Homosessuality nel quale sosteneva che l'omosessualità è una caratteristica stabile della personalità di tipo acquisito..

## Biografia
Dopo essersi laureato alla NYU Grossman School of Medicine nel 1930, iniziò a collaborare con lo Yale Medical College, con la New York University e, dal 1953, con il New York Medical College presso il quale tenne un corso di psicoanalisi. Insieme a Lionel Ovesey e Charles Socarides era in quel periodo uno dei più influenti psicologi statunitensi tra coloro che postulavano che gli uomini gay potessero essere curati. Il libro Homosessuality: A Psychoanalytic Study of Male Homosessuali, pubblicato nel 1962, fu una risposta ai Rapporti Kinsey del 1948. Esso rimase il principale studio sul'omosessualità fino a quando quest'ultima nel 1973 fu rimossa dal DSM III.
Nel 1970, Bieber partecipò a una riunione dell'American Psychiatric Association a San Francisco che fu oggetto delle contestazione del Gay Liberation Front. Nei ricordi di Socarides, Bieber, che era persuaso di aver lavorato tutti quegli anni per aiutare quelle persone, "prese la cosa molto duramente". Nel 1973, lo stesso anno in cui l'American Psychiatric Association rimosse l'omosessualità dalla lista dei disturbi mentali, Bieber disse a un intervistatore che "un omosessuale è una persona la cui funzione eterosessuale è paralizzata, come le gambe di una vittima della poliomielite".  Quando nel 1981 fu dato alle stampe lo studio intitolato Sexual Preference di Alan P. Bell, Martin S. Weinberg e Sue Kiefer Hammersmith, Bieber dichiarò che i suoi risultati erano "totalmente divergenti" dalla sua esperienza di consulente psichiatrico.
Bieber realizzò una traduzione parziale in inglese di un articolo del pediatra ungherese S. Lindner inerente uno studio sistematico sulla suzione neonatale. Per sviluppare la sua teoria della sessualità infantile, Sigmund Freud aveva utilizzato l'osservazione di Lindner secondo la quale la suzione sembrava assorbire completamente l'attenzione del bambino e indurre il sonno ovvero una risposta simile all'orgasmo. Bieber sottolineò quelle che considerava inesattezze nell'uso di questo articolo da parte di Freud.
Bieber morì a Manhattan nel 1991.

## Attività

### Homosessuality: A Psychoanalytic Study of Male Homosessuality
La rivista specialistica Social Work recensì la pubblicazione definendola "un'oper aimportante", aggiungendo che "gli autori presentavano una comprensione davvero significativa delle dianmiche sottostanti a questo sintomo e dei fattori rilevanti per la sua eziologia".
Nel 1979 lo studio fu aggiornato e ripubblicato. Gli autori affermarono:
(Bieber, Irving M.D., Toby, Bieber Ph.D, 1979)
Il volume è stato oggetto di critiche per il fatto di aver messo a confronto eterosessuali sani con omosessuali in trattamento psicoanalitico. Lo studio avrebbe condizionato gli stereotipi successivamente promossi dai mass media. Ad esempio, il periodico Life pubblicò un articolo relativo agli omosessuali e alle madri opprimenti, che era direttamente ispirato a questo studio.

## Opere
- Homosexuality: A Psychoanalytic Study of Male Homosexuals, 1962
- Cognitive Psychoanalysis: Cognitive Processes in Psychopathology, 1980